# Journal of Coatings Technology and Research
Das Journal of Coatings Technology and Research, abgekürzt J. Coat. Technol. Res., ist eine wissenschaftliche Fachzeitschrift, die vom Springer-Verlag veröffentlicht wird. Die Zeitschrift erscheint mit sechs Ausgaben im Jahr. Es werden Artikel veröffentlicht, die sich mit der Technologie und Anwendung von Filmüberzügen beschäftigen.
Der Impact Factor lag im Jahr 2014 bei 1,298. Nach der Statistik des ISI Web of Knowledge wird das Journal mit diesem Impact Factor in der Kategorie angewandte Chemie an 33. Stelle von 72 Zeitschriften und in der Kategorie Materialwissenschaft, Überzüge & Filme an elfter Stelle von 16 Zeitschriften geführt.